# Kukułka (Kistowo)
Kukułka – część wsi Kistowo w Polsce, położona w województwie pomorskim, w powiecie kartuskim, w gminie Sulęczyno, na Pojezierzu Kaszubskim. Wchodzi w skład sołectwa Kistowo.
W latach 1975–1998 Kukułka administracyjnie należała do województwa gdańskiego.